# Guy Carleton, 1. Baron Dorchester

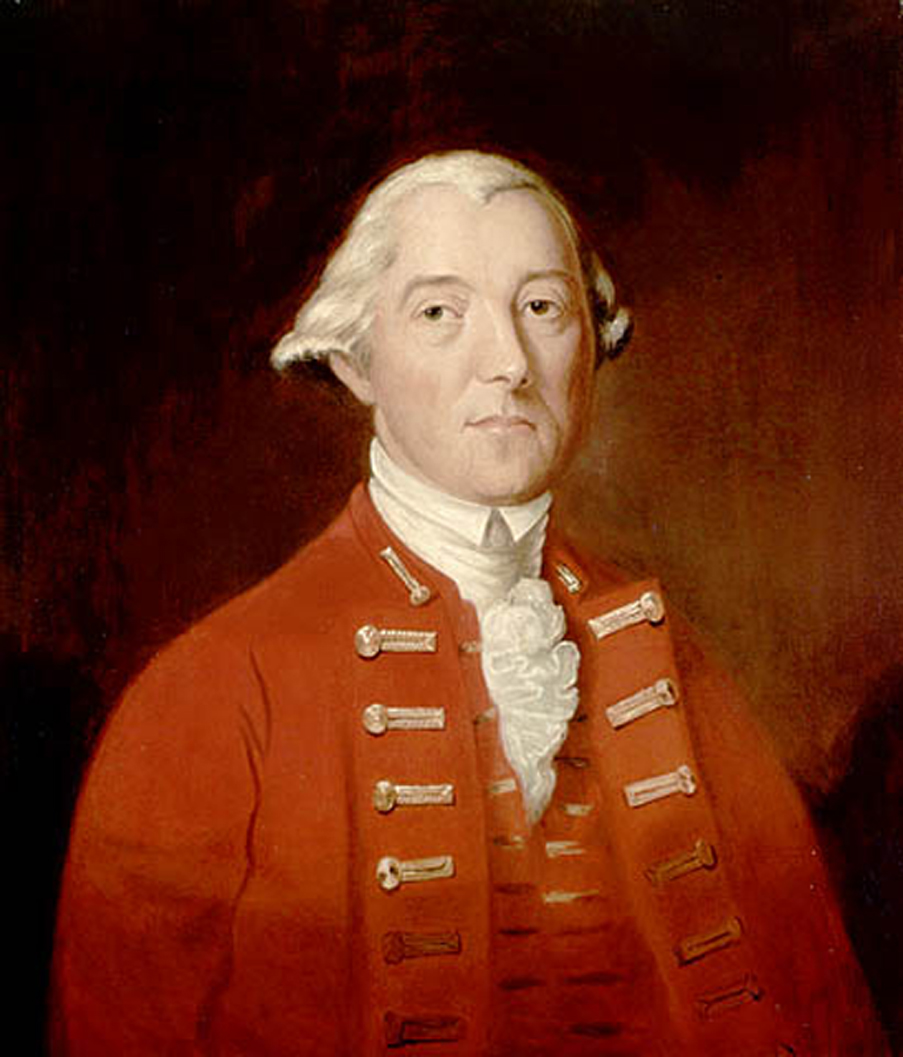
Guy Carleton, um 1760

Guy Carleton, 1. Baron Dorchester KB (* 3. September 1724 in Strabane, County Tyrone; † 10. November 1808 in Bisham, Berkshire) war ein britischer General, der als Gouverneur der Provinz Québec und später als Gouverneur von Britisch-Nordamerika sowie Vizegouverneur von Niederkanada diente.

## Leben
Er entstammte einer Familie der nordirischen Gentry und war der dritte Sohn des Christopher Carleton († 1738), Gutsherr von Newry im County Down.
Ebenso wie seine älteren Brüder William und Thomas trat er in die British Army ein und erwarb am 21. Mai 1742 den Rang eines Ensign des 25th Regiment of Foot. Er nahm mit diesem Regiment an den Schlachten von Dettingen (1743), Fontenoy (1745), Culloden (1746) und der Belagerung von Bergen op Zoom (1747) teil und wurde am 1. Mai 1745 zum Lieutenant befördert. Am 22. Juli 1751 wechselte er als Lieutenant zum 1st Regiment of Foot Guards und wurde dort am 18. Juni 1757 zum Captain-Lieutenant und Lieutenant-Colonel befördert.
Im Juni und Juli 1758 nahm er unter General Amherst an der Belagerung von Louisbourg teil und wurde am 24. August 1758 Lieutenant-Colonel des 72nd Regiment of Foot. Am 30. Dezember 1758 erhielt er das Amt des Quartermaster-General und, nur für Amerika, den Rang eines Colonel. Unter General Wolfe nahm er an der Belagerung von Québec teil und wurde am 13. September 1759 bei der Eroberung der Stadt in der Schlacht auf der Abraham-Ebene verwundet. 1761 nahm er im temporären Rang eines Acting Brigadier an der Eroberung der Belle-Île teil und wurde dabei beim Angriff auf Port Andro am 8. April 1761 verwundet. Am 9. März 1762 wurde er zum Colonel befördert, nahm im selben Jahr unter General Lord Albemarle an der Belagerung von Havanna teil, und wurde dabei am 22. Juli 1762 erneut verwundet.
Am 24. September 1766 wurde er zum stellvertretenden Gouverneur der Provinz Québec ernannt und übernahm 1768, nach der Abberufung des Gouverneurs General Murray, selbst als Gouverneur die Verwaltung dieser Kolonie. Während des Jahres 1770 ließ er sich beurlauben und reiste nach England. Am 2. April 1772 wurde er zum Colonel des 47th Regiment of Foot ernannt und am 25. Mai 1772 zum Major-General befördert. Als Gouverneur von Québec, setzte er sich 1774 persönlich vor dem britischen House of Commons für den Erlass des Quebec Act ein, der zu besseren Beziehungen zwischen französischen und britischen Kanadiern führte und entscheidend zur Treue der Kanadier zur britischen Krone während des Amerikanischen Unabhängigkeitskrieges beitrug.
Als General Gage im Juni 1775 das Oberkommando über die britischen Truppen in Amerika abgab, wurde das Kommando aufgeteilt. Carleton hatte das Kommando in Kanada und General Howe über alles südlich davon. Im Herbst 1775 sah sich Carleton, der zu diesem Zeitpunkt nur über wenige Truppen verfügte, mit einer US-amerikanischen Invasion konfrontiert. Im Oktober 1775 besiegte er eine amerikanische Flottille im Seegefecht bei Valcour Island, konnte aber nicht verhindern, dass die Amerikaner im November 1775 Fort St. John und Montreal einnahmen. Carleton selbst konnte nur knapp aus Montreal in die Stadt Québec entkommen und organisierte dort die Verteidigung. Er schlug am 31. Dezember 1775 in der Schlacht von Québec den amerikanischen Angriff unter Richard Montgomery und Benedict Arnold zurück und überstand die lange winterliche Belagerung der Stadt, bis im Mai und Juni 1775 auf dem Seeweg erhebliche britische Truppenverbände als Verstärkung eintrafen und den Rückzug der Amerikaner aus Kanada bewirkten. Am 26. März 1776 wurde er, nur für Amerika, zum General befördert, am 6. Juli 1776 als Knight Companion des Order of the Bath geadelt, und am 6. September 1777 zum Lieutenant-General befördert. Im Mai 1777 wurde er als Oberbefehlshaber in Kanada von General Burgoyne abgelöst und bat daraufhin auch um seine Abberufung als Gouverneur, die schrittweise am 20. September 1777 und 21. April 1778 erfolgte. In seiner irischen Heimat wurde er im Februar 1778 zum Gouverneur von Charlemont Fort im County Armagh ernannt, ein Amt, das der bis zu seinem Tod innehatte.
Am 23. Februar 1782 wurde Carleton zum Oberbefehlshaber der britischen Truppen in Nordamerika ernannt, woraufhin er im Mai 1782 nach Amerika zurückkehrte und dieses Amt bis November 1783 ausübte. In Anerkennung seiner Leistungen wurde er am 21. August 1786 als Baron Dorchester, of Dorchester in the County of Oxford, zum erblichen Peer erhoben und wurde dadurch Mitglied des House of Lords. 1786 wurde er erneut als Gouverneur der kanadischen Provinzen Québec, Nova Scotia und New Brunswick, eingesetzt. Vor dem Hintergrund der französischen Revolution und US-amerikanischen Versuchen Stimmung gegen die britische Herrschaft zu machen, bemühte er sich um die Wahrung der Loyalität der kanadischen Bevölkerung und sorgte für das Verfassungsgesetz von 1791. Bedingt durch die Veränderungen, die sich aus dem Verfassungsgesetz ergaben, wurde er 1791 Gouverneur von Britisch-Nordamerika und in Personalunion auch Vizegouverneur von Niederkanada. 1796 ging er in den Ruhestand und kehrte nach England zurück.
Am 18. Mai 1974 ehrte die kanadische Regierung, vertreten durch den für das Historic Sites and Monuments Board of Canada zuständigen Minister, Carleton und erklärte ihn zu einer „Person von nationaler historischer Bedeutung“.

## Ehe und Nachkommen
Am 22. Mai 1772 heiratete er Lady Maria Howard († 1836), dritte Tochter des Thomas Howard, 2. Earl of Effingham. Mit ihr hatte er neun Söhne und zwei Töchter, von denen folgende fünf Kinder das Erwachsenenalter erreichten:
- Hon. Frances Carleton ⚭ 1802 Rev. John Orde;
- Hon. Christopher Carleton (1775–1806), Lt.-Col. der British Army, ⚭ 1797 Priscilla Martha Belford;
- Hon. Maria Carleton (1777–1863) ⚭ 1810 William Orde-Powlett, 2. Baron Bolton;
- Hon. George Carleton (1781–⚔ 1814), Lt.-Col. der British Army, ⚭ Henrietta King;
- Rev. Hon. Richard Carleton (1792–1860), anglikanischer Pfarrer von Nately-Scures in Hampshire, ⚭ 1820 Frances Louisa Horton.

Als er 1808 im Alter von 82 Jahren starb, erbte sein Enkel Arthur Carleton, der einzige Sohn seines dritten Sohnes Christopher, seinen Adelstitel als 2. Baron. Da dieser kinderlos blieb, folgte ihm 1826 Guy Carleton, der älteste Sohn von Charlestons jüngstem Sohn Richard, als 3. Baron.

## Ehrungen
Folgende Orte sind nach ihm benannt:
- Dorchester, Ort in New Brunswick
- Square Dorchester, Platz in Montreal
- Carleton County, ehemaliges County in Ontario, heute Teil von Ottawa
- Guysborough County, County in Nova Scotia, Kanada